# Isuzu i-Serie
Der Isuzu i-Serie Pick-up wurde 2005 auf der New York International Auto Show vorgestellt.
Die i-Serie ersetzte in Nordamerika im Modellangebot den Isuzu Hombre, der bereits seit 2000 nicht mehr produziert wurde.
Wie der Hombre (basierend auf dem kompakten Chevrolet S-10) verwendete auch die i-Serie die Fahrzeugplattform der seinerzeitigen Mittelklasse-Pick-ups Chevrolet LUV, Chevrolet Colorado und GMC Canyon von General Motors. Fahrerhaus und Fahrgestell stammten vom Isuzu D-Max, den auch General Motors do Brasil produzierte.
Die i-Serie wurde von GM im Werk in Shreveport, Louisiana mit den Schwestermodellen von GM produziert. 2006 standen als Aggregate die Atlas-2,8-l- und Atlas-3,5-l-Benzinmotoren mit 4-Stufen-Automatikgetriebe und 5-Gang-Schaltgetriebe mit Front- oder Allradantrieb zur Verfügung. Ab 2007 kamen die Atlas-2,9-l- und Atlas-3,7-Benzinmotoren zum Einsatz.
Die Verkaufszahlen der i-Serie waren schlecht. Laut der Automobilzeitschrift Automotive News wurden nach Beginn der Produktion bis Februar 2006 nur 1377 Einheiten verkauft. Nachdem GM seine Anteile an Isuzu veräußert hatte, beschloss Isuzu, sich vom  nordamerikanischen Markt zurückzuziehen. 2008 endete die dortige Produktion und 2009 der Verkauf.